# Scientific Data
Scientific Data — це рецензований науковий журнал із відкритим доступом, який публікується Nature Portfolio з 2014 року.
Scientific Data зосереджений на описах наборів даних, що стосуються природничих наук, медицини, техніки та соціальних наук, які надаються як машинозчитувані дані, доповнені розповіддю, орієнтованою на людину. Журнал не був першим, хто опублікував статті з даними, але є одним із небагатьох журналів, вміст яких складається переважно зі статей з даними.
Журнал реферується та індексується Index Medicus/MEDLINE/PubMed.

## Цілі та сфера застосування
Scientific Data — це журнал із відкритим доступом, присвячений даним, у якому публікуються описи дослідницьких наборів даних і статті про обмін дослідницькими даними з усіх сфер природничих наук, медицини, техніки та соціальних наук. Він спрямований на сприяння обміну та повторного використання наукових даних, сприяння ширшому обміну та повторного використання даних, а також відзначення тих, хто поділився даними.
Scientific Data головним чином публікує дескриптори даних. Вони надають детальні описи наборів дослідницьких даних, зокрема методи, використані для збору даних, і технічний аналіз, що підтверджує якість вимірювань. Дескриптори даних зосереджені на тому, щоб допомогти іншим повторно використовувати дані, а не на перевірці гіпотез чи представленні нових інтерпретацій, методів чи поглибленого аналізу.
Scientific Data також вітає подання, що описують аналіз або мета-аналіз існуючих даних, а також оригінальні статті про системи, технології та методики, які сприяють обміну та повторному використанню даних для підтримки відтворюваних досліджень.
Scientific Data використовує ретельний процес рецензування, який оцінює точність і якість експериментів, використаних для отримання даних, і повноту опису даних. Фактичні дані зберігаються в одному або кількох загальнодоступних репозиторіях, визнаних спільнотою, а оприлюднення даних перевіряється як умова публікації.
Дескриптори даних можуть описувати дані з нових або опублікованих досліджень і можуть публікуватися разом із традиційними дослідницькими роботами. Дескриптори даних, які описують раніше опубліковані набори даних, мають надавати новий вміст, достатній для подальшої публікації: наприклад, оновлення важливих наборів даних, повніший випуск набору даних або додаткову інформацію, яка допомагає повторно використовувати.